# Championnats d'Europe de cyclisme sur piste juniors et espoirs 2008
Navigation
Championnats d'Europe 2007 Championnats d'Europe 2009
Les Championnats d'Europe de cyclisme sur piste juniors et espoirs 2008 se sont déroulés du 3 au 7 septembre 2008 à Pruszkow en Pologne. La compétition était ouverte aux juniors (17-18 ans) et espoirs (- 23 ans) chez les hommes et les femmes. Exceptionnellement, le championnat d'Europe d'omnium féminin élite est organisé durant cette compétition.

## Résultats

### Élites
| Event              | Or                    | Or | Argent                  | Argent | Bronze                     | Bronze |
| ------------------ | --------------------- | -- | ----------------------- | ------ | -------------------------- | ------ |
| Épreuves féminines |                       |    |                         |        |                            |        |
| Omnium             | Elena Tchalykh Russie | 46 | Ellen van Dijk Pays-Bas | 41     | Anastasia Tchulkova Russie | 41     |

### Juniors
| Épreuves               | Or                                                          | Or              | Argent                                                         | Argent   | Bronze                                                                 | Bronze          |
| ---------------------- | ----------------------------------------------------------- | --------------- | -------------------------------------------------------------- | -------- | ---------------------------------------------------------------------- | --------------- |
| Épreuves masculines    |                                                             |                 |                                                                |          |                                                                        |                 |
| Kilomètre              | Quentin Lafargue France                                     |                 | Thomas Bonafos France                                          |          | Loris Paoli Italie                                                     |                 |
| Keirin                 | Charlie Conord France                                       |                 | Steven Hill Royaume-Uni                                        |          | Juan Peralta Espagne                                                   |                 |
| Vitesse individuelle   | Quentin Lafargue France                                     |                 | Charlie Conord France                                          |          | Peter Mitchell Royaume-Uni                                             |                 |
| Vitesse par équipes    | Charlie Conord Thierry Jollet Quentin Lafargue France       | 45.618          | Steven Hill Luc Jones Peter Mitchell Royaume-Uni               | 46.435   | Grzegorz Drejgier Karol Kasprzyk Rafał Sarnecki Pologne                | 45.768          |
| Poursuite individuelle | Albert Torres Barcelo Espagne                               | 3:19.404        | Artur Ershov Russie                                            | 3:22.034 | Mark Christian Royaume-Uni                                             | 3:19:683        |
| Poursuite par équipes  | Julien Duval Emmanuel Kéo Julien Morice Erwan Téguel France | 4:09.231        | Luke Rowe Mark Christian Andrew Fenn Erick Rowsell Royaume-Uni | 4:09.559 | Thomas Juhas Johannes Kahra Theo Reinhardt Jakob Steigmiller Allemagne | 4:14.424        |
| Américaine             | Mark Christian Luke Rowe Royaume-Uni                        | 20              | Niki Byrgesen Sebastian Lander Danemark                        | 18       | Thomas Juhas Jakob Steigmiller Allemagne                               | 15 (-1 tour)    |
| Course aux points      | Sam Bennett Irlande                                         | 29              | Albert Torres Barcelo Espagne                                  | 18       | Michał Kwiatkowski Pologne                                             | 16              |
| Scratch                | Claudio Imhof Suisse                                        |                 | Konstantin Kuperasov Russie                                    |          | Vitaly Barbas Russie                                                   |                 |
| Épreuves féminines     |                                                             |                 |                                                                |          |                                                                        |                 |
| 500 mètres             | Jessica Varnish Royaume-Uni                                 | 35.364          | Victoria Baranova Russie                                       | 35.788   | Magali Baudacci France                                                 | 36.083          |
| Keirin                 | Jessica Varnish Royaume-Uni                                 |                 | Galina Streltsova Russie                                       |          | Giada Balzan Italie                                                    |                 |
| Vitesse individuelle   | Victoria Baranova Russie                                    | 12.270 / 12.147 | Barbora Držková Slovaquie                                      |          | Jessica Varnish Royaume-Uni                                            | 13.462 / 12.359 |
| Vitesse par équipes    | Aleksandra Drejgier Kornelia Maczka Pologne                 | 35.562          | Magali Baudacci Olivia Montauban France                        | 36.303   | Victoria Baranova Elena Melnichenko Russie                             | 36.865          |
| Poursuite individuelle | Hannah Mayho Royaume-Uni                                    | 2:28.175        | Jolien D'Hoore Belgique                                        | 2:28.537 | Lucie Zaleska Tchéquie                                                 | 2:28.874        |
| Poursuite par équipes  | Alexandra Greenfield Hannah Mayho Jessica Booth Royaume-Uni | 2:19.612        | Evelyn Arys Jessie Daams Jolien D'Hoore Belgique               | 2:20.456 | Giada Balzan Rossella Callovi Valentina Scandolara Italie              | 2:22.213        |
| Course aux points      | Alexandra Greenfield Royaume-Uni                            | 21              | Jolien D'Hoore Belgique                                        | 12       | Amy Pieters Pays-Bas                                                   | 12              |
| Scratch                | Lucie Zaleska Tchéquie                                      |                 | Valentina Scandolara Italie                                    |          | Jolien D'Hoore Belgique                                                |                 |

### Espoirs

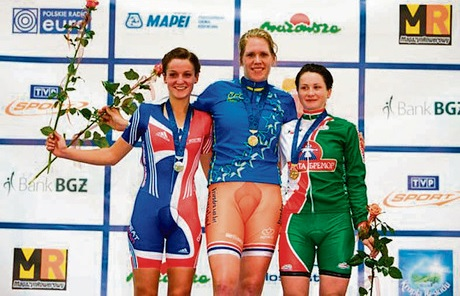
Course aux points (féminines): Elizabeth Armitstead, Ellen van Dijk et Aksana Papko (de gauche à droite).

| Épreuves               | Or                                                                  | Or              | Argent                                                                   | Argent   | Bronze                                                         | Bronze          |
| ---------------------- | ------------------------------------------------------------------- | --------------- | ------------------------------------------------------------------------ | -------- | -------------------------------------------------------------- | --------------- |
| Épreuves masculines    |                                                                     |                 |                                                                          |          |                                                                |                 |
| Kilomètre              | Michaël D'Almeida France                                            |                 | David Daniell Grande-Bretagne                                            |          | Tomas Babek Tchéquie                                           |                 |
| Keirin                 | Matthew Crampton Royaume-Uni                                        |                 | Michaël D'Almeida France                                                 |          | Denis Spicka Tchéquie                                          |                 |
| Vitesse individuelle   | Kévin Sireau France                                                 |                 | Michaël D'Almeida France                                                 |          | Matthew Crampton Royaume-Uni                                   |                 |
| Vitesse par équipes    | Denis Dmitriev Stoyan Vasev Pavel Yakushevskiy Russie               | 44.991          | Matthew Crampton David Daniell Christian Lyte Royaume-Uni                | 45.277   | Krzysztof Szymanek Maciej Bielecki Adrian Tekliński Pologne    | 45.768          |
| Poursuite individuelle | Vitaliy Shchedov Ukraine                                            | 4:25.518        | Jérôme Cousin France                                                     | 4:29.383 | Marco Coledan Italie                                           |                 |
| Poursuite par équipes  | Steven Burke Peter Kennaugh Mark McNally Andrew Tennant Royaume-Uni | 4:05.568        | Ievgueni Kovalev Ivan Kovalev Alexander Petrovskiy Valery Valynin Russie | 4:10.139 | Omar Bertazzo Davide Cimolai Marco Coledan Elia Viviani Italie | 4:07.730        |
| Course aux points      | Ivan Kovalev Russie                                                 | 31              | Ralf Matzka Allemagne                                                    | 30       | Jiří Hochmann Tchéquie                                         | 30              |
| Scratch                | Elia Viviani Italie                                                 |                 | Pim Ligthart Pays-Bas                                                    |          | Jiří Hochmann Tchéquie                                         |                 |
| Épreuves féminines     |                                                                     |                 |                                                                          |          |                                                                |                 |
| 500m                   | Sandie Clair France                                                 | 33.872          | Miriam Welte Allemagne                                                   | 34.376   | Anna Blyth Royaume-Uni                                         | 35.035          |
| Keirin                 | Miriam Welte Allemagne                                              |                 | Sandie Clair France                                                      |          | Lyubov Shulika Ukraine                                         |                 |
| Vitesse individuelle   | Miriam Welte Allemagne                                              | 12.206 / 11.898 | Lyubov Shulika Ukraine                                                   |          | Anna Blyth Royaume-Uni                                         | 12.045 / 12.046 |
| Vitesse par équipes    | Sandie Clair Virginie Cueff France                                  | 34.481          | Renata Dabrowska Marta Janowiak Pologne                                  | 36.303   | Yulia Kosheleva Olga Streltsova Russie                         | 36.865          |
| Poursuite individuelle | Vilija Sereikaitė Lituanie                                          | 3:34.781        | Ellen van Dijk Pays-Bas                                                  | 3:37.747 | Joanna Rowsell Royaume-Uni                                     |                 |
| Poursuite par équipes  | Elizabeth Armitstead Katie Colclough Joanna Rowsell Royaume-Uni     | 3:26.836        | Audrey Cordon Élodie Henriette Pascale Jeuland France                    | 3:35.026 | Victoriya Kondel Oxana Kozonchuk Maria Mishina Russie          | 3:35.369        |
| Course aux points      | Ellen van Dijk Pays-Bas                                             | 32              | Elizabeth Armitstead Royaume-Uni                                         | 27       | Aksana Papko Biélorussie                                       | 24              |
| Scratch                | Elizabeth Armitstead Royaume-Uni Ellen van Dijk Pays-Bas            |                 |                                                                          |          | Evgeniya Romanyuta Russie                                      |                 |

## Tableau des médailles
| Rang  | Nation          | Or | Argent | Bronze | Total |
| ----- | --------------- | -- | ------ | ------ | ----- |
| 1     | Grande-Bretagne | 10 | 6      | 7      | 23    |
| 2     | France          | 9  | 8      | 1      | 18    |
| 3     | Russie          | 4  | 5      | 6      | 15    |
| 4     | Pays-Bas        | 2  | 3      | 1      | 6     |
| 5     | Allemagne       | 2  | 2      | 2      | 6     |
| 6     | Italie          | 1  | 1      | 5      | 7     |
| 7     | Pologne         | 1  | 1      | 3      | 5     |
| 8     | Espagne         | 1  | 1      | 1      | 3     |
| 8     | Ukraine         | 1  | 1      | 1      | 3     |
| 10    | Tchéquie        | 1  | 0      | 5      | 6     |
| 11    | Irlande         | 1  | 0      | 0      | 1     |
| 11    | Lituanie        | 1  | 0      | 0      | 1     |
| 11    | Suisse          | 1  | 0      | 0      | 1     |
| 14    | Belgique        | 0  | 3      | 1      | 4     |
| 15    | Danemark        | 0  | 1      | 0      | 1     |
| 15    | Slovaquie       | 0  | 1      | 0      | 1     |
| 17    | Biélorussie     | 0  | 0      | 1      | 1     |
| Total | Total           | 35 | 33     | 34     | 102   |